# Axel Towers
Axel Towers ligger ved Axeltorv lige overfor Tivoli i Københavns centrum. Bygningens højeste tårn er 61 meter højt og rummer moderne kontorer, restauranter og andre butikker. Bygningen er designet af arkitektfirmaet Lundgaard & Tranberg bygget af Züblin A/S og udviklet af Ejendomsselskabet Norden. Den blev officielt indviet af kronprins Frederik og overborgmester Frank Jensen, med musik af sangerinden Fallulah, den 20. juni 2017.
Bygningen er fem sammenbyggede tårne med varierende højder fra 28 til 61 meter i 16 etager og er bygget på den tidligere Scala-grund. På 10. etage er der en skybar-restaurant.
Advokatfirmaet Gorrissen Federspiel er hovedlejer af højhusets øverste 14.000 kvadratmeter. Axel Towers ejes af ATP Ejendomme, PFA og Industriens Pension.